# 川上村立川上小学校
川上村立川上小学校（かわかみそんりつ かわかみしょうがっこう）は、奈良県吉野郡川上村西河にある公立小学校である。2024年度に、当地に川上村認定こども園を併設した川上村立義務教育学校が開校予定。

## 概要
川上村の北部に位置する、2003年に開校した小学校である。2016年度の児童数は28

## 沿革
- 2003年（平成15年）4月8日 - 川上村立川上東小学校・川上村立川上西小学校の統合により開校[1]。
- 2021年（令和3年）
  - 7月12日 - ホームページリニューアル。
  - 9月1日 - 川上村立やまぶき幼稚園、川上村立川上小学校、川上村立川上中学校の義務教育学校への統合により、川上村立川上小学校校舎を建て替えることとなり、川上村立川上小学校は川上村立川上中学校校舎（当村人知）へ移転、小学校校舎の解体作業が始まる。
- 2024年（令和6年）
  - 3月31日 - 義務教育学校への移行により廃校
  - 4月10日 - 川上小学校と川上中学校が統合した川上村立かわかみ源流学園が開校[2]。

## 教育目標
「心豊かで、いきいき学ぶ川上っ子」

## 校歌
作詞は前登志夫、作曲は西浦達雄による。歌詞は3番まである。いずれも「みよしのの　吉野の川の　川上は」で始まり、1番は「さあ　森のかおりと　友情を
おくろうよ　ここから」、2番は「さあ　森のふかさと　ひらめきを　おくろうよ　ここから」、3番は「さあ　森のいのちと　歌声を　おくろうよ　ここから」で終わる。

## 学区
川上村全域。

## 主な進学先
公立学校の場合は、川上村立川上中学校へ進学していた。　

## アクセス
奈良交通およびやまぶきバスの西河口バス停から直線距離で295m。

## 周辺
- 土倉庄三郎生誕地・磨崖碑「土倉翁造林頌徳記念」
- 国道169号　　国道１６９号線の東熊野街道
- 大滝ダム